# Hochfeiler Hütte
Hochfeiler Hütte — wysokogórskie schronisko położone w Alpach Zillertalskich, na południowo-zachodnich stokach szczytu Hochfeiler (3510 m n.p.m.), na wysokości 2710 m n.p.m. 
Hochfeiler Hütte jest własnością Alpenverein Südtirol, sekcja Sterzing. Zakwaterowanie w schronisku zapewnia 30 łóżek oraz 60 miejsc na materacach w tzw. lagerze. 
Hochfeiler Hütte otwarte jest tylko w okresie letnim, od końca czerwca do września. Schronisko dostępne jest stosunkowo łatwo nieco eksponowaną ścieżką prowadzącą z doliny Pfitschner Tal.  Do doliny tej wjechać można samochodem asfaltową drogą prowadzącą z południowotyrolskiego miasta Sterzing.  Z górnej części doliny prowadzi szutrowa droga na przełęcz Pfitscher Joch. Ścieżka do schroniska zaczyna się na trzeciej, (skręcającej w lewo) serpentynie tej drogi, na wysokości 1718 m n.p.m. Czas podejścia ścieżką do schroniska wynosi 3—4 h.  
Hochfeiler Hütte stanowi punkt wyjściowy jedynej niezbyt trudnej drogi na Hochfeiler, najwyższy szczyt Alp Zillertalskich. Droga ta w dobrych warunkach (niski stan lub prawie całkowity brak śniegu) dostępna jest dla wprawnych turystów wysokogórskich. Wejście na szczyt zajmuje około 2 1/2 godziny.